# TSV Stelingen
Der TSV Stelingen von 1926 ist ein Sportverein aus Stelingen, einem Stadtteil Garbsens. Der TSV ist besonders für seine Fußballsparte bekannt, die 1986 den Niedersachsenpokal gewann und in der Saison 1986/87 am DFB-Pokal teilnahm. In der 1. Runde scheiterte man allerdings an Arminia Bielefeld. Das Spiel ging 1:5 verloren. Jahrelang war zudem der spätere Bundesligacoach Volker Finke Spieler bzw. Trainer, der 1986 zum Lokalrivalen TSV Havelse wechselte. Der Verein bietet außerdem die Sparten Basketball, Boule, Tanzen, Tennis, Tischtennis, Trimmen, Turnen und Volleyball an.

## Fußball

### 1930 bis 1974
1930 wurde beim TSV Stelingen eine Fußballsparte eingerichtet. 1940 musste man aber den Spielbetrieb kriegsbedingt einstellen. Nach dem Krieg wurde dann im April 1946 wieder Fußball gespielt, nachdem sich genug Spieler gefunden hatten. Es standen nur sehr begrenzte Mittel zur Verfügung: So wurden britische Tarnnetze als Tornetze verwendet und Arbeitsstiefel als Fußballschuhe missbraucht. Zudem erschwerte die Besatzungsbehörde das Fußballspielen, da für Auswärtsfahrten erst Genehmigungen eingeholt werden mussten. Normale Punktspiele konnten erst 1958 wieder durchgeführt werden. Schließlich stiegen die Stelinger in die 1. Kreisklasse auf.

### 1974 bis 1986
1974 übernahm der ehemalige Spieler Volker Finke den TSV Stelingen zuerst als Spielertrainer, dann nur als Trainer. Von da an ging es fußballerisch bergauf: Nach der Meisterschaft in der 1. Kreisklasse folgten weitere Aufstiege. Bereits 1982 spielte der TSV in der Bezirksliga, 1983 in der Bezirksoberliga Hannover. Im selben Jahr verspielte man zudem den Sieg gegen den Landesligisten SpVgg Preußen Hameln im Bezirkspokal. Auch im Jahr 1985 wollte es nicht klappen: Man verlor wieder gegen Preußen Hameln im selben Wettbewerb. Pünktlich zum 60. Jahr der Vereinsgeschichte konnte nun endlich der Bezirkspokal gewonnen werden. Finalgegner war wieder Preußen Hameln. Zu diesem Zeitpunkt war Volker Finke nicht mehr Trainer der Stelinger. Er war vor dem Finale zum Lokalrivalen TSV Havelse gewechselt, den er wenige Jahre später in die 2. Bundesliga führen sollte.

### 1986 bis 1995
Nach dem kurzen Engagement von Manfred Bißmeyer wurde Horst-Dieter Brand Trainer des TSV. Der sorgte 1986 für den vielleicht größten Erfolg der Stelinger Fußballabteilung: Man konnte den Niedersachsenpokal erringen, dessen Gewinn zur Teilnahme an der 1. Runde des DFB-Pokals berechtigte. Den Stelingern wurde der damalige Zweitligist Arminia Bielefeld zugelost. Vor dem wichtigen Erstrundenspiel verließen allerdings vier Leistungsträger die Mannschaft. Das Spiel gegen Bielefeld ging schließlich im Stadion des TSV Havelse mit 1:5 verloren. Nach diesen sehr erfolgreichen Jahren ging es langsam abwärts mit dem TSV Stelingen, was im Abstieg in die Kreisliga 1995 endete.

### 1995 bis heute
Nach langen Jahren des Wiederaufbaus unter Coach Jörg Weißenborn konnte man 1999 endlich wieder den Bezirkspokal in Händen halten. Im Sommer 1999 wurde Jörg Weißenborn durch Oliver Kauna ersetzt, der den TSV Stelingen in der Saison 2000/01 in die Landesliga Hannover führte. Damit hatte man drei Aufstiege in Folge erreicht. Nach zwei Jahren folgte wieder ein Abstieg. 2004 konnte der TSV in die Landesliga zurückkehren. 2007/08 spielte der TSV Stelingen zudem noch einmal ein Jahr in der Niedersachsenliga. Nach drei Jahren Sechstklassigkeit in der Bezirksoberliga bzw. Landesliga stieg der TSV in der Saison 2010/11 in die Bezirksliga Hannover 2 ab.

### Spielstätte
Der TSV Stelingen spielt im Stelinger Waldstadion. Zudem stehen den Fußballern ein B-, C- und ein D-Platz zur Verfügung.